# 诺伊马克特-圣法伊特之战
诺伊马克特-圣法伊特之战（法语：Bataille de Neumarkt-Sankt Veit）发生于1809年4月24日。此役中，由让-巴蒂斯特·贝西埃尔元帅率领的法国-巴伐利亚联军对战由约翰·冯·希勒指挥的奥地利军队。希勒的部队占人数优势，并最终战胜了法国军队，迫使贝西埃尔向西撤退。诺伊马克特-圣法伊特位于巴伐利亚州米尔多夫以北10公里，兰茨胡特东南33公里处。
1809年4月10日，特申公爵卡尔大公突然入侵巴伐利亚王国，使法国皇帝拿破仑的大军处于不利地位。4月19日，卡尔未能充分利用战机，最终拿破仑的反击击退了希勒指挥的奥地利左翼。在4月20日至21日的数次战斗之后，希勒的部队被迫向东南方向撤退。
在暂时解决了希勒之后，拿破仑率领他的主力向北转向卡尔大公的部队。4月22日至23日，法德联军击败了卡尔的军队，迫使其撤退到多瑙河北岸。与此同时，拿破仑派贝西埃尔率领少量部队追击奥地利左翼。在不知道卡尔此时已经被击败的情况下，希勒选择与追击的法军在诺伊马克特-圣法伊特附近交战并击败了贝西埃尔。当希勒发现自己独自一人在多瑙河南岸面对拿破仑的大军时，希勒便迅速向东朝维也纳方向撤退。

## 背景
1809年4月10日，卡尔大公带着209,000名奥地利士兵和500门火炮入侵巴伐利亚王国。拿破仑在巴黎下达的一系列命令被路易·亚历山大·贝尔蒂埃元帅错误地传达和理解。当拿破仑17日到达前线时，他的法德军队处于战略失败的不利处境。19日上午，卡尔获得了一个战机，他有可能摧毁路易·达武元帅孤立的第三军。但达武最终在艰苦的托伊根-豪森战役中击败了奥军。
4月20日，奥地利左翼在阿本斯河后方从美因堡到北部的比堡之间13公里前线展开。左翼由路德维希大公领导下的第五军团、由希勒领导的第六军团、米夏埃尔·冯·金迈尔指挥的第二预备军以及第三军团的一个分遣队组成。总共有大约42,000名奥地利士兵。拿破仑在阿本斯贝格战役中指挥55,000名士兵，对奥军造成了造成6,710人伤亡，并迫使左翼的奥军撤退。自从那天早上他到达左翼以来，希勒选择继续向东南撤退到兰茨胡特，从而三个军团与卡尔大公在雷根斯堡附近的大部队分开。
拿破仑在4月21日的兰休特战役中再次击败希勒，并夺取了伊萨尔河的渡口，将奥地利人驱赶到更远的东南方。直到4月22日凌晨2点30分，拿破仑错误地认为希勒的三个军团就是奥军的主力。当他意识到自己的错误时，他派出大部分部队向北进军，以粉碎卡尔大公的部队。4月22日，法德联军在埃克米尔战役中击败了卡尔大公，并迫使他于次日通过雷根斯堡撤退到多瑙河北岸。拿破仑指示贝西埃尔追击希勒，并让他指挥一个加强的骑兵师和两个步兵师。
4月23日中午，希勒的大部分部队人数为27,000至28,000人。这些部队位于因河上的米尔多夫和新厄廷附近。弗朗茨·杰拉西奇指挥的一个10,000人的奥地利师占领了慕尼黑。此前封锁帕绍的一个奥军旅加入希勒的部队，并转移到因河畔布劳瑙。希勒注意到法军的追击在22日和23日有所缓和，于是决定反击。奥皇弗朗茨的一封信敦促希勒帮助保卫卡尔大公的南翼，这加强了希勒抵抗的决心。但此时奥皇和希勒都没有意识到卡尔已经撤退到多瑙河的北岸。

## 战斗

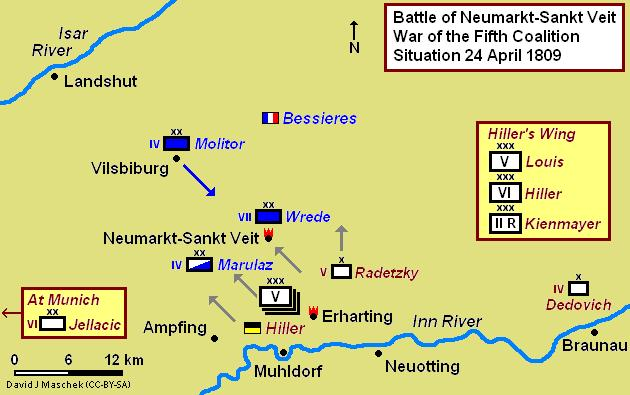
诺伊马克特-圣法伊特之战地图

4月22日晚上，拿破仑指示贝西埃尔与卡尔·冯·维德的巴伐利亚部队和加布里埃尔·莫利托的师一起推。拿破仑计划夺取因河畔布劳瑙。24日，拿破仑命令第七军司令弗朗索瓦·约瑟夫·勒费弗尔元帅率领巴伐利亚王储的师从杰拉西奇手中夺回慕尼黑。贝西埃尔和维德的部队于4月22日到达诺伊马克特-圣法伊特，从那里贝西埃尔派一个骑兵师去探查因河。
4月23日晚些时候，希勒穿过米尔多夫，并命令杰拉西奇从慕尼黑向兰茨胡特进发。那天，法军负责侦查的骑兵师与希勒的先遣部队相撞。法国骑兵很快被奥军击退，后撤到的诺伊马克特-圣法伊特。
4月24日上午，希勒的部队分三个纵队前进。他的右纵队包括12个步兵营和9个骑兵中队，这个纵队于上午8时袭击了维德的部队。维德在诺伊马克特南部占据着一个高地，麾下有10个步兵营和8个骑兵中队。在战线最右边，约瑟夫·拉德茨基·冯·拉德茨手下的一支前卫部队摸索着向北前往伊萨尔河畔兰道。希勒的中央军队攻入了法军骑兵的阵地，并将法军骑兵击退。
面对奥地利人的进攻，维德坚守阵地直到当天中午。看到奥军的侧翼纵队威胁要将整支巴伐利亚军队包围后，贝西埃尔在下午1时左右下令撤退。此时，莫利托已经从菲尔斯比堡抵达并派出两个团来掩护维德的撤退，同时保留他的另外两个团作为预备队。尽管如此，奥地利人继续向巴伐利亚人施压，并在下午3时左右占领了诺伊马克特。维德的士兵在渡过罗特河时遭受了重大损失。当巴伐利亚人越过罗特河后，希勒的部队就停止了追击。贝西埃尔的部队随后有序撤退到菲尔斯比堡。

## 结果
历史学家弗朗西斯·洛林·佩特（Francis Loraine Petre）认为奥地利军队在此役中有776人伤亡，另有122人被俘。他还认为维德的部队死伤586人。历史学家迪戈比·史密斯则列出了1,692名巴伐利亚士兵伤亡，另外还有910人失踪或被俘。史密斯指出，奥地利人损失了800人的伤亡。4月24日晚上，希勒得知卡尔大公战败的消息，立即后撤到新厄廷。
杰拉西奇无法执行进军兰茨胡特的命令，他在得知卡尔大公战败后于23日晚撤离慕尼黑。当杰拉西奇得到希勒23日的命令后，他试图重新占领慕尼黑。但在他到达巴伐利亚首府之前，他接到了希勒的新命令，指示他撤退到萨尔茨堡。最终，5月25日，法军在圣迈克尔战役中粉碎了杰拉西奇四处游荡的师。
拿破仑收到诺伊马克特-圣法伊特的消息后，派让·拉纳元帅率领25,000人支援贝西埃尔。此时希勒已完全撤退到东部。法国皇帝接着指示安德烈·马塞纳的第四军前往帕绍（Passau），而贝西埃尔和拉纳则向南移动。法军和奥军下一个主要交战是5月3日的埃伯斯贝格战役。

## 脚注
1. 1 2 3 4 5 6  Bodart 1908，第400頁.
2. 1 2 3  Petre 1976，第154頁.
3. ↑  Bowden & Tarbox 1980，第59-61頁.
4. 1 2 3  Smith 1998，第293-294頁.
5. ↑  Epstein 1994，第54頁.
6. ↑  Epstein 1994，第58頁.
7. ↑  Arnold 1995，第92-93頁.
8. ↑  Arnold 1995，第106-107頁.
9. ↑  Petre 1976，第139頁.
10. ↑  Epstein 1994，第63頁.
11. ↑  Chandler 1966，第689–690頁.
12. ↑  Epstein 1994，第69頁.
13. ↑  Esposito & Elting 1964，第99頁，map.
14. 1 2  Petre 1976，第217頁.
15. ↑  Petre 1976，第187頁.
16. 1 2 3  Petre 1976，第218頁.
17. 1 2 3  Petre 1976，第219頁.
18. 1 2  Petre 1976，第220頁.
19. ↑  Petre 1976，第303頁.
20. ↑  Epstein 1994，第100頁.
21. ↑  Smith 1998，第298頁.

## 延伸阅读
- Rothenberg, Gunther E. . Bloomington, Ind.: Indiana University Press. 1982. ISBN 0-253-33969-3.